# 쥐라기캅스
《쥬라기캅스》(영어: Jurassic Cops)는 스튜디오 버튼이 제작한 대한민국의 애니메이션이다. KBS 1TV에서 2018년 5월 5일에 특별 방영했으며, 1부는 7월 7일부터 2019년 2월 9일까지 매주 토요일 오후 2시에 방영했으며, 2부인 쥬라킹은 7월 13일부터 9월 21일까지 방영했다가 10월 10일부터 2020년 1월 2일까지 매주 목요일 오후 2시 10분에 방영했다. 시즌 2는 MBC TV에서 2021년 9월 8일부터 2022년 4월 20일까지 매주 수요일 오전 11시 45분에 방영했다.

## 방송 일시
| 방송 채널 | 방송일                           | 방송 시간 |
| --------- | -------------------------------- | --------- |
| KBS1      | 2018년 5월 5일                   | 종료      |
| KBS1      | 2018년 7월 7일 ~ 2019년 2월 9일  | 종료      |
| MBC       | 2021년 9월 8일 ~ 2022년 4월 20일 | 종료      |

## 줄거리
6500만년 전 5대의 쥐라기캅스는 지구를 침략한 '데스바리안'을 달에 봉인하고, 현재는 지구 곳곳에 탈것의 형태로 숨어 지내고 있다. 다이노 마스터이자, 지구의 분신인 '쥬관장'은 새로운 후계자를 찾던 어느 날 순수한 영혼을 가진 소년 '공찬'을 보자마자 최고의 적임자임을 직감하고 새로운 쥐라기 마스터로 임명한다!

## 주요 등장인물

### 주연
- 한공찬
- 쥬렉스
- 쥬톱스
- 쥬테라
- 쥬테고
- 쥬키오
- 쥬라킹
- 쥬피노
- 파키&킬로
- 코아
- 메가

### 주변 인물들
- 오사라
- 김반장
- 제임스 딘(서민준)
- 쥬박사(선기혼)
- 김연아 관장

### 악역
- 어부바단(부리, 바리, 어리)(본명:고영은, 고이서, 고윤희)
- 데스바리안(고윤건)(초대 → 2대)
- 데스&리안
- 팡팡&티티
- 울라불라

## 목소리 출연
- 소연: 공찬
- 박리나: 사라, 어리, 니아사
- 김하영: 반장(1부까지)
- 강은애: 반장(2부부터), 티티
- 홍범기: 제임스 딘, 메가, 메가마린, 마린사우루스
- 이인성: 쥬박사
- 이미나: 김연아 관장
- 황창영: 쥬렉스(1기까지), 쥬렉스 X, 팡팡
- 민승우: 쥬렉스(2기부터), 슈퍼 쥬렉스
- 신용우: 기간트 쥬렉스, 캡틴 쥬렉스
- 이현: 쥬톱스(1기까지), 쥬톱스 X, 바리
- 소정환: 쥬톱스(2기부터), 슈퍼 쥬톱스
- 김현욱: 쥬테라(1기까지), 쥬테라 X, 부리, 데스
- 이상준: 쥬테라(3기부터), 슈퍼 쥬테라
- 최원형: 쥬테고, 쥬테고 X, 슈퍼 쥬테고
- 엄상현: 쥬키오(1기까지), 쥬피노, 쥬피노캅스, 퍼펙트 쥬피노캅스, 쥬키오 X, 와일드 쥬렉스
- 곽윤상: 쥬키오(3기부터), 슈퍼 쥬키오
- 구자형: 쥬라킹, 쥬라킹 X
- 김다올: 파키, 파키탱크, 파이어사우루스
- 윤용식: 킬로, 킬로엔진
- 김훤: 코아, 코아제트, 제트사우루스
- 정영웅: 데스바리안(초대)
- 남도형: 데스바리안(2대)
- 정유정: 울라불라

## 제작진
- 기획: KBS, MBC
- 제작:  스튜디오 버튼
- 저작권: 스튜디오 버튼 All Rights Reserved.

## 방영 목록

### 시즌 1
| 회차       | 제목                           | 방송 일자        |
| ---------- | ------------------------------ | ---------------- |
| 1화        | 쥐라기 에볼루션                | 2018년 5월 5일   |
| 2화        | 쥬관장의 과거                  | 2018년 5월 5일   |
| 3화        | 수도꼭지를 찾아라              | 2018년 5월 5일   |
| 4화        | 힘의 제왕 쥬톱스               | 2018년 5월 5일   |
| 5화        | 핫도그가 제일 좋아             | 2018년 8월 4일   |
| 6화        | 하늘의 제왕 쥬테라             | 2018년 8월 11일  |
| 7화        | 진정한 리더                    | 2018년 8월 18일  |
| 8화        | 채석장의 공룡                  | 2018년 8월 25일  |
| 9화        | 깨어나라, 쥬테고               | 2018년 9월 1일   |
| 10화       | 호수의 괴물                    | 2018년 9월 8일   |
| 11화       | 데스바리안의 부활              | 2018년 9월 15일  |
| 12화       | 학교에 간 어부바단             | 2018년 9월 22일  |
| 13화       | 쥐라기캅스 VS 쥐라기캅스       | 2018년 10월 6일  |
| 14화       | 발명왕 쥬관장                  | 2018년 10월 13일 |
| 15화       | 데스바리안! 드디어 부활?       | 2018년 10월 20일 |
| 16화       | 밝혀진 부활의 비밀             | 2018년 10월 27일 |
| 17화       | 새로운 발명품                  | 2018년 11월 3일  |
| 18화       | 제발 좀 돌아가!                | 2018년 11월 10일 |
| 19화       | 곤충의 제왕                    | 2018년 11월 17일 |
| 20화       | 훈련 또 훈련!                  | 2018년 11월 24일 |
| 21화       | 절벽 위의 수정                 | 2018년 12월 1일  |
| 22화       | 공원을 지켜라!                 | 2018년 12월 8일  |
| 23화       | 태고의 제왕 스피노사우루스     | 2018년 12월 15일 |
| 24화       | 제왕의 약점                    | 2018년 12월 22일 |
| 25화       | 땅 속 대모험                   | 2018년 12월 29일 |
| 26화       | 핫도그 장인은 누구?            | 2019년 1월 5일   |
| 27화       | 적이 된 반장                   | 2019년 1월 12일  |
| 28화       | 나야말로 음악의 신             | 2019년 1월 19일  |
| 29화       | 회전하는 대관람차              | 2019년 2월 2일   |
| 30화       | 진짜 부활! 데스바리안          | 2019년 2월 9일   |
| 31화       | 눈을 떠라! 쥐라기캅스          | 2019년 7월 13일  |
| 32화       | 5대합체! 쥬라킹                | 2019년 7월 20일  |
| 33화       | 쥬렉스가 반려동물!?            | 2019년 7월 27일  |
| 34화       | 부활을 위해 발전소로 간다!     | 2019년 8월 3일   |
| 35화       | 의문의 화석                    | 2019년 8월 10일  |
| 36화       | 미스터리의 유물, 루비 가면     | 2019년 8월 17일  |
| 37화       | 도서관에서는 조용히            | 2019년 8월 24일  |
| 38화       | 용사가 된 공찬                 | 2019년 8월 31일  |
| 39화       | 용의 세계를 격파하라!          | 2019년 9월 21일  |
| 40화       | 천상의 목소리 VS 지옥의 목소리 | 2019년 10월 10일 |
| 41화       | 그 이름은 쥐라기 윙            | 2019년 10월 17일 |
| 42화       | 가자, 나스카를 향해!           | 2019년 10월 24일 |
| 43화       | 공찬과 부리가 같은 편?         | 2019년 10월 31일 |
| 44화       | 데스바리안, 무적이 되다!       | 2019년 11월 7일  |
| 45화       | 피라미드의 힘이 필요해!        | 2019년 11월 14일 |
| 46화       | 우리 그냥 게임하게 해주세요    | 2019년 11월 21일 |
| 47화       | 체중감량은 힘들어              | 2019년 11월 28일 |
| 48화       | 달에 숨겨진 힘                 | 2019년 12월 5일  |
| 49화       | 빼앗긴 라스볼라스              | 2019년 12월 12일 |
| 50화       | 수정해골의 비밀                | 2019년 12월 19일 |
| 51화       | 북극에서의 대결                | 2019년 12월 26일 |
| 최종화(52) | 최후의 승자!                   | 2020년 1월 2일   |

### 시즌 2
| 회차       | 제목                          | 방송 일자        |
| ---------- | ----------------------------- | ---------------- |
| 1화        | 새로운 쥐라기캅스를 깨워라    | 2021년 9월 8일   |
| 2화        | 맛있는 걸 먹으면 힘이 나      | 2021년 9월 15일  |
| 3화        | 멜로디를 들려줘               | 2021년 9월 29일  |
| 4화        | 쥬피노는 우리들의 대장        | 2021년 10월 6일  |
| 5화        | 골고루 먹어야 천하무적        | 2021년 10월 13일 |
| 6화        | 잠자리 채집소동               | 2021년 10월 27일 |
| 7화        | 반칙왕을 물리쳐라!            | 2021년 11월 3일  |
| 8화        | 바퀴벌레 박멸작전             | 2021년 11월 10일 |
| 9화        | 마지막 코어의 탄생            | 2021년 11월 17일 |
| 10화       | 오징어 다리 대소동            | 2021년 11월 24일 |
| 11화       | 거대 송곳니의 습격            | 2021년 12월 1일  |
| 12화       | 바닷가의 괴물                 | 2021년 12월 8일  |
| 13화       | 숨바꼭질 악당을 찾아라!       | 2021년 12월 15일 |
| 14화       | 남극모험 1                    | 2021년 12월 22일 |
| 15화       | 남극모험 2                    | 2021년 12월 29일 |
| 16화       | 피구왕 쥬피노 1               | 2022년 1월 5일   |
| 17화       | 피구왕 쥬피노 2               | 2022년 1월 12일  |
| 18화       | 타로카드의 저주               | 2022년 1월 19일  |
| 19화       | 최면의 숲                     | 2022년 1월 26일  |
| 20화       | 데스바리안의 뿔 1             | 2022년 2월 23일  |
| 21화       | 데스바리안의 뿔 2             | 2022년 3월 2일   |
| 22화       | 탄생! 골드 퍼펙트 쥬피노캅스  | 2022년 3월 16일  |
| 23화       | 태초의 공룡 니아사            | 2022년 3월 23일  |
| 24화       | 데스사우루스를 막아라         | 2022년 3월 30일  |
| 25화       | 해골섬의 대결 1               | 2022년 4월 6일   |
| 26화       | 해골섬의 대결 2               | 2022년 4월 13일  |
| 최종화(27) | 무등산의 동물 친구들을 구해라 | 2022년 4월 20일  |

## 완구 제품

### 변신 시리즈
- 쥐라기 커맨더
- 쥐라기 건로드

### 로봇 시리즈
- 01. 쥬피노캅스
- 02. 파이어사우루스
- 03. 제트사우루스
- 04. 마린사우루스